# نادیه یاسر
نادیه یاسر نام شخصیتی است در سریال ۲۴ که نقش آن را ماریسول نیکولز بازی می‌کند.

## شخصیت
نادیه یاسر در واقع زاده شده از پدر و مادر پاکستانی است و در دوسالگی به آمریکا آمده‌است. او مسلمان است و در یک سکانس فیلم دیده می‌شود که به او حملات نژادپرستانه می‌شود (توسط مایک دویل) و بعد از این که مشخص می‌شود در سی‌تی‌یو جاسوسی رخنه کرده، اولین شخصی که به آن شک می‌کنند، نادیاست. البته بعداً مشخص می‌شود سیستم او از بیرون هک شده و کار او نبوده.
با وجود این که او پاکستانی است امّا به زبان عربی مسلط است و به عنوان مترجم نیز به سی‌تی‌یو کمک می‌کند. او زنی جذّاب، قوی و باتجربه است. بعد از این که بیل بیوکانان از سمت مدیریت سی‌تی‌یو برکنار می‌شود، او جانشین بیل می‌شود. مایلو پرسمن عاشق اوست. تا جایی که وقتی مردان چنگ ژی به سی‌تی‌یو حمله می‌کنند و می‌پرسند چه کسی مدیر سی‌تی‌یو است، مایلو به جای نادیه بلند می‌شود و آن‌ها بلافاصله مایلو را می‌کشند.